# 'Doorgeven'
'Doorgeven' was een verzetsblad uit de Tweede Wereldoorlog, dat vanaf 8 juli 1943 tot en met 26 april 1945 in Zuidbroek (Gr.) werd uitgegeven. Het blad verscheen wekelijks in een oplage tussen de 500 en 3700 exemplaren. Het werd gestencild en de inhoud bestond voornamelijk uit algemene artikelen, binnenlandse berichten en nieuwsberichten.

## Ontstaan
Al tijdens de eerste oorlogsjaren verspreidde de districtsleider van de Ordedienst Jakob Bruggema waarschuwingen en aanwijzingen. Gevolgd door berichten over de aanmeldingsplicht voor militairen en de April-meistakingen die hier op volgde. Na de verplichte inlevering van radio's besloten Bruggema en de gebroeders Antonides tot de uitgave van een blad dat op zou roepen tot verzet tegen de Duitsers. Om het risico zo klein mogelijk te maken werd gekozen voor een titel met een woord: Doorgeven.
G. Velthuis was tot 7 juni 1944 verantwoordelijk voor het radionieuws. Hielke Antonides was gemeentesecretaris van beroep en kon daardoor het binnenlands nieuws verzorgen. Op 7 juni moest Antonides onderduiken, met zijn twee zusters en vier broers lukte het om de uitgave, zij het als nieuwsblad, voort te zetten.

## Verandering van titel
Op 29 september 1944 werd Jakob Bruggema gearresteerd en nog geen twee weken daarna werd hij gefusilleerd. Hierna werd samengewerkt met Huibert Ottevanger van Trouw.
De nieuwe titel, na 19 november 1944, werd Trouw-bulletin. Vanaf 11 maart 1945 veranderde de titel in Kroniek van de week met ondertitel Trouw-bulletin.

## Verspreiding
Doorgeven werd soms verspreid per fiets, wat tot problemen kon leiden. De Duitsers vorderden in Valthermond een fiets en vonden honderden exemplaren van Trouw en 'Doorgeven' in de fietstassen.
Na de bevrijding werd de uitgave legaal voortgezet onder de titel De Vrije Nederlander.